# 貞光町
貞光町（さだみつちょう）は、かつて徳島県の西北部にあった町である。美馬郡に属した。
2005年3月1日に半田町、一宇村と合併しつるぎ町となった。

## 地理
徳島県の西北部に位置した。
中心となる集落は貞光川が吉野川に合流する付近に立地している谷口集落であった。
剣山への登山道の入り口も当地に立地していた。
- 山：剣山、友内山
- 川：吉野川、貞光川

### 隣接していた自治体
- 徳島県
  - 美馬郡 脇町、美馬町、穴吹町、半田町、一宇村

## 歴史
- 1889年（明治22年）10月1日 - 町村制の施行により、貞光村・太田村の区域をもって貞光村が発足。
- 1907年（明治30年）11月1日 - 貞光村が町制施行して貞光町となる[1]。
- 1956年（昭和31年）9月30日 - 端山村と合併し、改めて貞光町が発足[1]。
- 2005年（平成17年）3月1日 - 半田町・一宇村と合併してつるぎ町が発足。同日貞光町廃止。

## 教育

### 高等学校
- 徳島県立貞光工業高等学校

### 中学校
- つるぎ町立貞光中学校（旧：貞光町立貞光中学校）

### 小学校
- つるぎ町立貞光小学校（旧：貞光町立貞光小学校）
- つるぎ町立太田小学校（旧：貞光町立太田小学校）
- つるぎ町立皆瀬小学校（旧：貞光町立皆瀬小学校）

### その他
- 徳島県立西部テクノスクール（職業能力開発校）

## 交通

### 鉄道路線
- 中心となる駅：貞光駅
- 四国旅客鉄道（JR四国）
  - 徳島線：（脇町） - 貞光駅 - （半田町）

### 道路
- 一般国道
  - 国道192号
  - 国道438号
- 県道
  - 徳島県道126号半田貞光線
  - 徳島県道158号貞光停車場線

## 名所・旧跡・観光スポット・祭事・催事

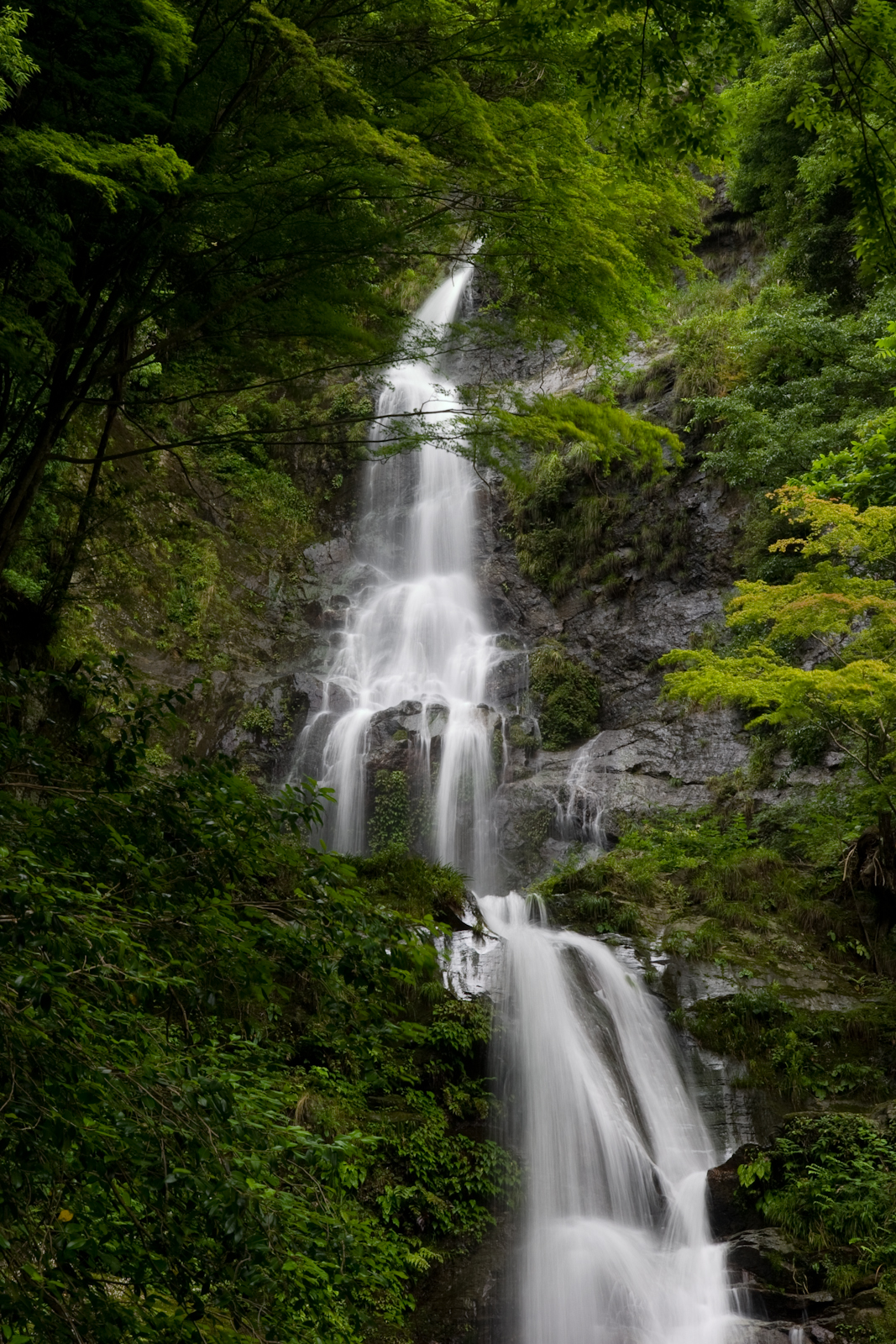
鳴滝

- 鳴滝
- 貞光ゆうゆう館
- 二層うだつの町並み
- 田園空間博物館
- 貞光城址

## 貞光町出身人物
- 保岡栄二 - 元四国放送アナウンサー
- 山元八郎 - プロ釣り師
- 武市恭信 - 政治家、元徳島県知事
- 白川容子 - 元香川県議会議員・日本共産党中央委員